# Juan de la Peña (teólogo)
Juan de la Peña (Valdearenas, Guadalajara, ca. 1513 - Salamanca, 1565) fue un teólogo dominico español y catedrático de la Universidad de Salamanca.

## Biografía
La crítica moderna sitúa el nacimiento de fray Juan de la Peña en la localidad de Valdearenas (Guadalajara) alrededor de 1513. Tras ingresar en la Orden Benedictina, la abandonó para profesar en la de Santo Domingo. En 1540 juró los Estatutos del Colegio de San Gregorio de Valladolid, en el que contó como maestros a Bartolomé de Carranza, futuro Arzobispo de Toledo, y Melchor Cano, más tarde Obispo de Canarias y Rector del mismo Colegio. En el mismo centro, Juan de la Peña coincidiría con Bartolomé de las Casas.
Bachiller de Teología por la Universidad de Valladolid en 1559 (grado que revalidó por la de Salamanca en el mismo año), alcanzó los grados de Licenciado y doctor en teología por la Universidad de Sigüenza en 1560.
A partir de 1551, y durante nueve años, fue profesor del citado Colegio de San Gregorio. Entre 1559 y 1560 ocupó la cátedra de prima de la Universidad de Salamanca, y a partir de 1561 fue nombrado catedrático de víspera de la misma Universidad y que ocupó hasta su muerte en esa ciudad el 28 de enero de 1565. Tuvo, asimismo, una destacada participación en el proceso que la Inquisición promovió contra su maestro predilecto Bartolomé de Carranza
Según Gonzalo Díaz, Juan de la Peña fue “un brillante y consumado tomista, miembro de la segunda generación de grandes maestros que dio la Orden de Santo Domingo a la Universidad de Salamanca y, como casi todos ellos, comprometido en la defensa de la libertad y dignidad de los indios americanos”.